# Кривиц
Кривиц (њем. Crivitz) град је у њемачкој савезној држави Мекленбург-Западна Померанија. Једно је од 76 општинских средишта округа Пархим. Према процјени из 2010. у граду је живјело 4.698 становника. Посједује регионалну шифру (AGS) 13060010.

## Географски и демографски подаци
Кривиц се налази у савезној држави Мекленбург-Западна Померанија у округу Пархим. Град се налази на надморској висини од 40 метара. Површина општине износи 58,4 km². У самом граду је, према процјени из 2010. године, живјело 4.698 становника. Просјечна густина становништва износи 80 становника/km².